# Lophospingue à huppe noire
Lophospingus pusillus
Espèce
Statut de conservation UICN

 LC  : Préoccupation mineure
Le Lophospingue à huppe noire (Lophospingus pusillus) est une espèce de passereaux appartenant à la famille des Thraupidae.

## Synonymes
Cardinal nain de Bolivie et Pinson couronné noir

## Description
Cet oiseau mesure environ 12,5 cm de longueur. Il présente un net dimorphisme sexuel. Une coloration grise domine son plumage.

## Répartition
Cet oiseau vit en Amérique du Sud : sud de la Bolivie, ouest du Paraguay et nord de l'Argentine.